# Musse Pigg på älgjakt
Musse Pigg på älgjakt (engelska: The Moose Hunt) är en amerikansk animerad kortfilm med Musse Pigg från 1931.

## Handling
Det är höst, och Musse Pigg bestämmer sig för att gå ut på älgjakt. Han har med sig sin hund Pluto som dock verkar vara intresserad av annat.

## Om filmen
Filmen är den 28:e Musse Pigg-kortfilmen som producerades och den fjärde som lanserades år 1931.
Filmen är den första av sex Musse-filmer med jakttema. Den sista filmen var Pluto jagar tvättbjörn som utkom 1951.
Detta är den tredje filmen som Musse Piggs hund Pluto medverkar i och den första som han nämns vid namn. I tidigare filmer Musse Pigg i Sing-Sing och Musse Pigg i det gröna från 1930 har han andra namn, varav den sistnämnda med namnet Rover. Walt Disney valde namnet Pluto till hunden eftersom planeten Pluto hade upptäckts året innan filmen släpptes.
Detta är enda gången som figuren Pluto talar på film. Han har totalt tre repliker i filmen.
Filmen hade svensk premiär på biografen Skandia i Stockholm den 7 december 1931.

## Rollista
- Walt Disney – Musse Pigg
- Pinto Colvig – Pluto[10]